# Edwin C. Hahn
Edwin C. Hahn (2 agosto 1888 – Los Angeles, 1º giugno 1942) è stato un ingegnere del suono statunitense.
È stato nominato nel 1940 per l'Oscar ai migliori effetti speciali per il suo lavoro nel film Avventurieri dell'aria.